# 名探偵ホームズ 霧のロンドン殺人事件
『名探偵ホームズ 霧のロンドン殺人事件』（めいたんていホームズ きりのロンドンさつじんじけん）は、1988年5月13日に発売されたファミリーコンピュータ用ゲームソフト。

## 概要
シャーロック・ホームズ 伯爵令嬢誘拐事件の続作である。前回の問題点が大幅に改善されている。ストーリーはゲームオリジナルの部分が多い。

## システムについて
会話シーンは「いどう」や「みる」、「しらべる」等。調べる際には虫眼鏡を動かし、画面中の調べる場所をクリックする。
また、一部の行動にはお金を消費する(馬車を使用しての移動等)。

## 関連作品
- シャーロック・ホームズ 伯爵令嬢誘拐事件
- 名探偵ホームズ Mからの挑戦状